# St. Barbara (Markersbach)

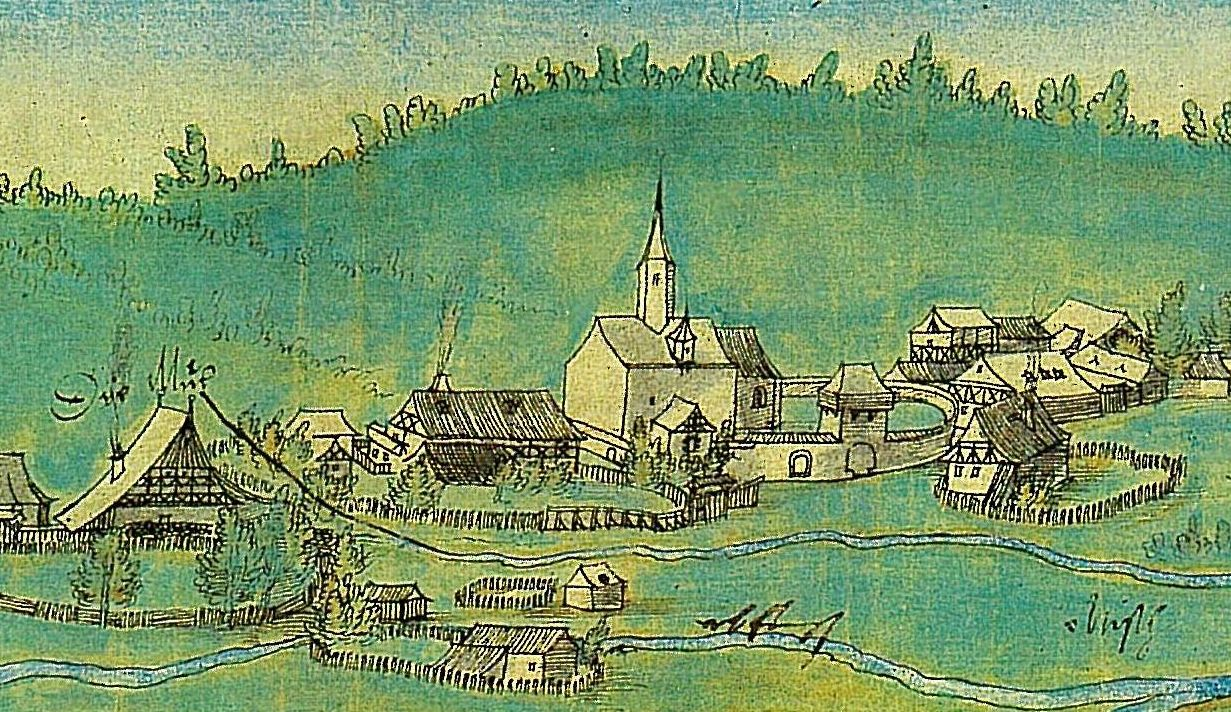
Ortskern von Markersbach mit der St.-Barbara-Kirche (um 1535)

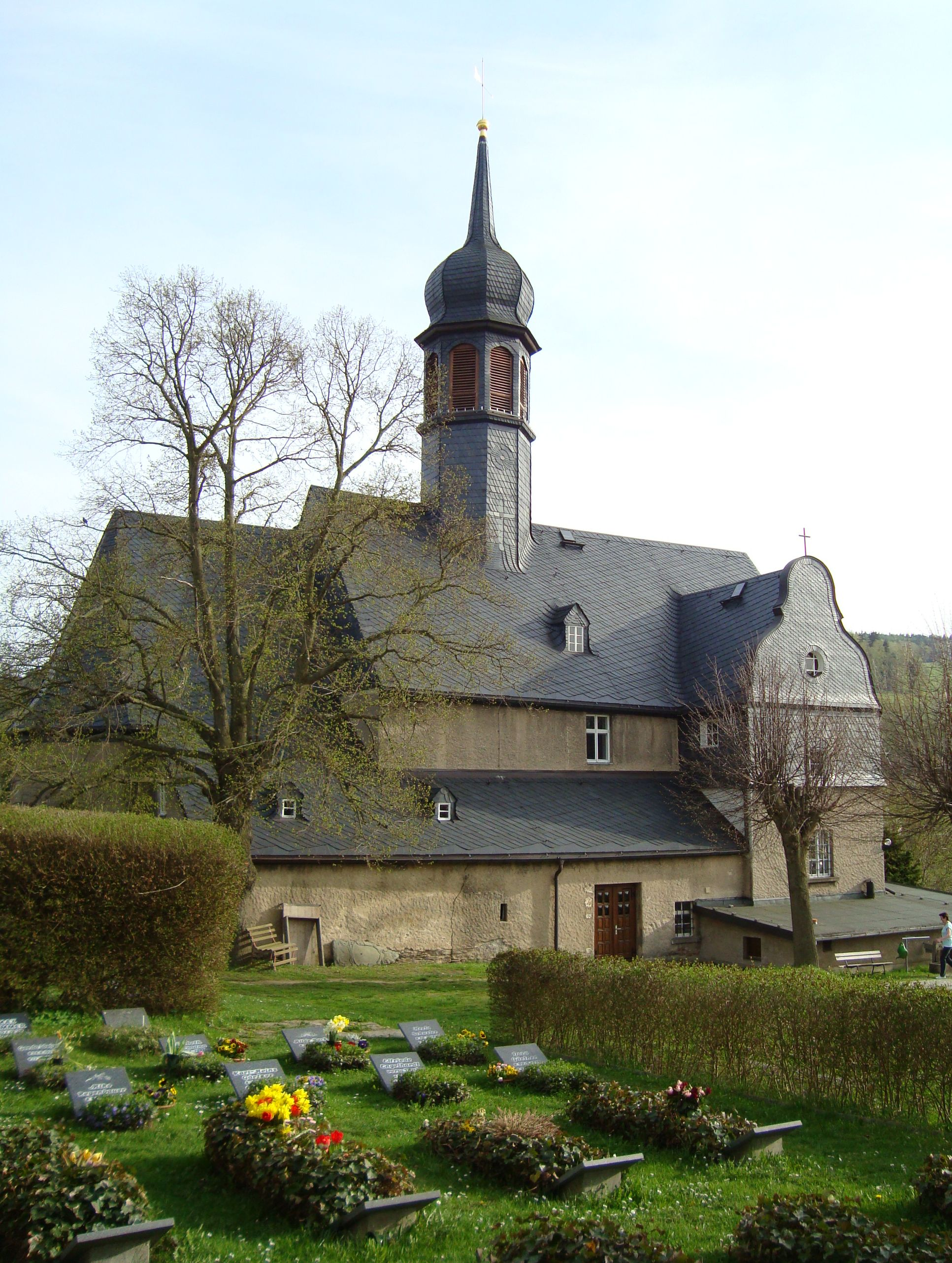
St.-Barbara-Kirche Markersbach (NO-Ansicht)

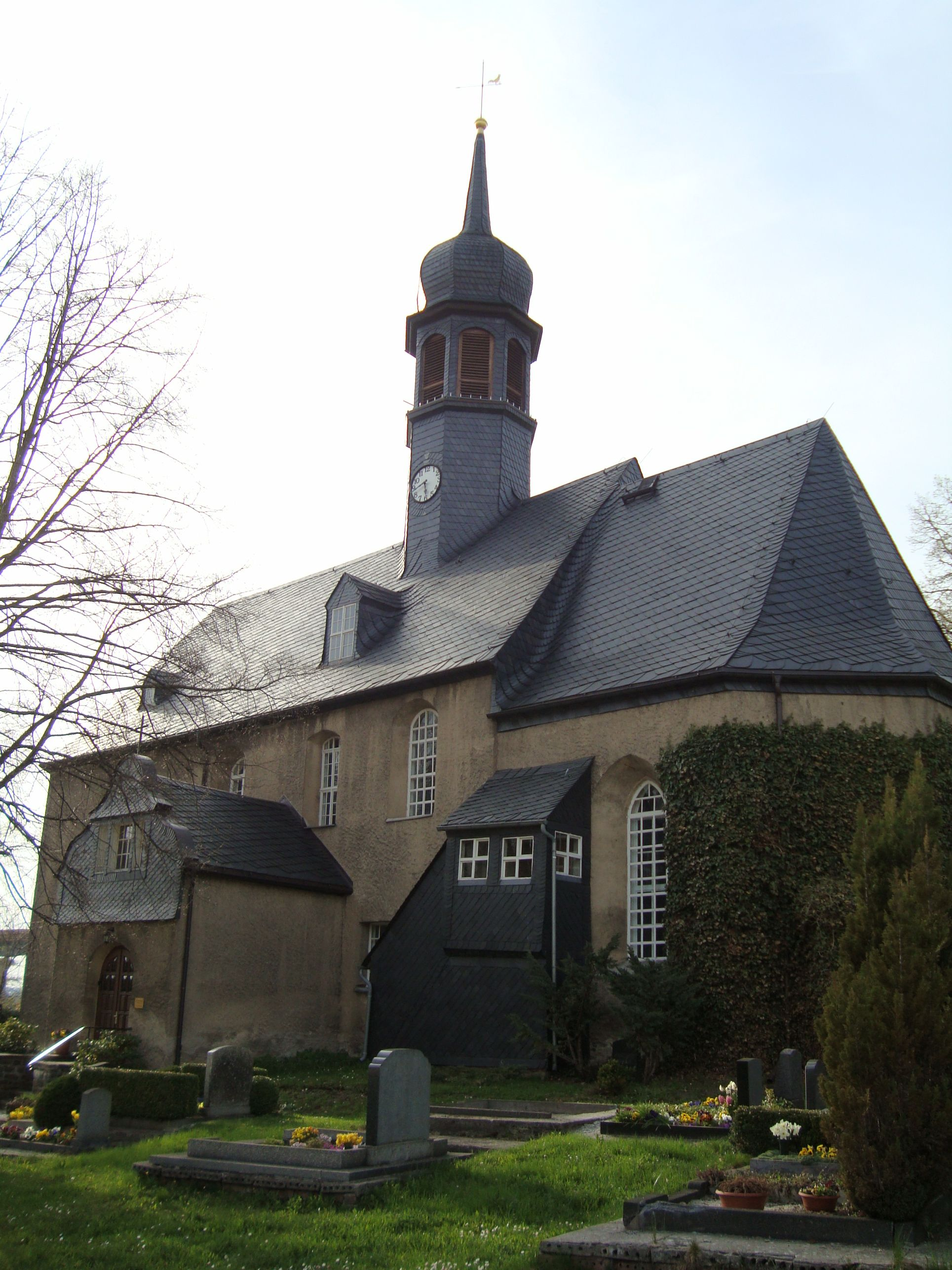
St.-Barbara-Kirche Markersbach (SO-Ansicht)

Die St.-Barbara-Kirche in Markersbach ist eine Saalkirche im sächsischen Erzgebirge. Sie gilt als eine der ältesten und am reichsten ausgestatteten Dorfkirchen des Erzgebirges. Ihr heutiges äußeres Aussehen geht zu großen Teilen auf einen Erweiterungsbau zurück, der zwischen 1714 und 1719 durchgeführt wurde, während im Inneren verschiedene Stilepochen zu sehen sind.

## Allgemeines
Nach einer Nachricht in der verschollenen Chronik des Grünhainer Mönchs Conrad Feiner wurde die Markersbacher Kirche 1250 auf den Namen St. Peter und Paul geweiht. Wahrscheinlich nach einer Zerstörung durch die Hussiten im 15. Jahrhundert wurde sie auf ihre heutige Patronin Barbara von Nikomedien, die Schutzheilige der Bergleute, geweiht. Das Kirchspiel Markersbach ist eine der Urpfarreien des westlichen Erzgebirges. Es umfasste ursprünglich die Dörfer Markersbach, Unter- und Oberscheibe (1539 nach Scheibenberg gepfarrt), Mittweida und Schwarzbach. In letztgenanntem Dorf wurde ab 1835 nach einem langwierigen Wegestreit eine eigene Kirche (zunächst als Tochterkirche von Markersbach) erbaut und schließlich 1837 ausgepfarrt. Bis Anfang des 16. Jahrhunderts soll die Allerheiligenkirche in Raschau eine Filialkirche gewesen sein, bevor es eigenständige Parochie wurde.
Seit 2006 steht die Kirchgemeinde in einem Schwesterkirchverhältnis mit der Allerheiligen-Kirchgemeinde Raschau als Träger der gemeinschaftlichen Pfarrstellen und der St.-Annen-Kirchgemeinde Grünstädtel.

## Architektur
Die St.-Barbara-Kirche ist äußerlich ein schlichter verputzter Bruchsteinbau. Sie ist von einem barocken oktogonalen Dachreiter mit geschweifter Haube gekrönt. Insbesondere die tonnengewölbte Sakristei mit kleinem östlichen Rundbogenfenster und in die Nordwand eingelassene Sakramentsnische im nordöstlichen Teil der Kirche ist romanischen Ursprungs. Der auf drei Seiten geschlossene spätgotische Chor mit Kreuzrippengewölbe stammt aus dem ersten Viertel des 16. Jahrhunderts. Die Chorfenster sind mit gedrückten Spitzbogen ausgeführt. Der Chor ist von einem spitzbogigen Triumphbogen von dem Saal mit flacher, bemalter Holzdecke getrennt. Zwischen 1714 und 1719 wurde die Kirche nach Westen erweitert. Die Stelle, ab der an die Kirche angebaut wurde, ist durch eine Verjüngung im Mauerwerk gut zu erkennen.

## Ausstattung
Der 1719 angeschaffte barocke Altar zeigt im Altarblatt die Kreuzigung Jesu. Auf einem von zwei Säulen getragenen Gebälk finden sich seitlich zwei Plastiken von Mose und Aaron. In einem zweiten Altargemälde ist die Errichtung der Ehernen Schlange in einem ovalen blattwerkverzierten Rahmen dargestellt. Der Altar wird von einem geschnitzten Engel mit Spruchband bekrönt. Kranzartig wird der Altar von Betstübchen umgeben, die sich Einwohner des Kirchspiels (Erbrichter, Handelsmänner und Hammergutsbesitzer) bei der Kirchenerweiterung Anfang des 18. Jahrhunderts einbauen ließen. Das zum Pöckelgut gehörige Betstübchen zeigt die Wappenschilde der Adelsfamilien von Hartitzsch und von Wahren. Eine Besonderheit im Altarraum ist der erhaltene evangelische Beichtstuhl.
Die geschnitzte Kanzel mit einem von einer Säule getragenen oktogonalen Korb wurde 1610 von Enoch Pöckel in sühnendem Gedenken an seinen Schwiegervater Matthäus Siegel gestiftet. Umrahmt von kleinen figurierten Säulen und Beschlagornamentik ist in den Brüstungsfeldern eine Gegenüberstellung von Gottes Gesetz und Gottes Gericht dargestellt.
Der ursprüngliche Flügelaltar aus der zweiten Hälfte des 15. Jahrhunderts mit einer Darstellung der Mondsichelmadonna wurde 1923 auf dem Dachboden wiedergefunden und nach einer Restaurierung an der Nordwand der Kirche wiederaufgestellt. Auf den Innenseiten der Altarflügel finden sich vier Darstellungen aus dem Leben der Gottesmutter. Eine Nachbildung der 1945 bei der Bombardierung Dresdens verbrannten Barbarafigur wurde 2001 durch den Schwarzenberger Bildhauer Hartmut Rademann geschaffen.
Die Brüstungsfelder der beiden eingezogenen Emporen auf der Nordseite zeigen Szenen aus dem Alten und Neuen Testament, beginnend mit der Schöpfung der Welt bis hin zu Darstellungen aus dem Leben Jesu. Im oberen Teil der Nord- und Ostwand des Saals finden sich Reste spätgotischer Wandmalereien, die 1955 bei einer Restaurierung freigelegt wurden. Die Südempore zeigt zwölf der Kleinen Propheten und sechs der Apostel. An der Südwand finden sich einige Epitaphe aus dem 16. und 17. Jahrhundert.
Die Buntglasfenster im Westschluss der Kirche wurden in den 1890ern von Richard Schlein aus Zittau geschaffen. Unter dem Singechor befinden sich zwei weitere Betstübchen. Eines gehörte zum Obermittweidaer Hammer und ist mit 1774 und dem Wappen der Familie Nietzsche bezeichnet. Das andere wurde gemeinschaftlich von den Besitzern des Mittweidaer Drahthammers und den Pfarrerfamilien benutzt. Die beiden Betstübchen finden als Besucherräume Verwendung.
Im Vorraum der Kirche befindet sich ein 1928 von Otto Lange, Professor für Textilgestaltung an der Staatlichen Kunstschule für Textilgestaltung in Plauen, im Stil des Realismus gemaltes Denkmal für die Gefallenen des Ersten Weltkriegs in Form eines Flügelaltars.

## Orgel
Nachdem bereits Anfang des 17. Jahrhunderts ein Positiv angeschafft worden war, wurde 1661 erstmals eine von dem Joachimsthaler Orgelmacher Jacob Schedlich erbaute Orgel angeschafft. Die jetzige einmanualige Orgel mit Pedal wurde zwischen 1803 und 1806 durch den berühmten Adorfer Orgelbaumeister Johann Gottlob Trampeli erbaut und zu Pfingsten 1806 geweiht. Sie wurde zuletzt 2006 restauriert und ist die älteste Orgel im Kirchenbezirk Aue.
Die Orgel weist die folgende Disposition auf:
| Manual |               |       |
| 1.     | Prinzipal     | 8′    |
| 2.     | Stark gedackt | 8′    |
| 3.     | Quintatön     | 8′    |
| 4.     | Rohrflöte     | 4′    |
| 5.     | Flöte amabile | 4′    |
| 6.     | Oktave        | 4′    |
| 7.     | Oktave        | 2′    |
| 8.     | Flageolet     | 1′    |
| 9.     | Naßat         | 2 ⁄3′ |
| 10.    | Quinte        | 1 ⁄3′ |
| 11.    | Cornett III   |       |
| 12.    | Mixtur XII    |       |

| Pedal |           |     |
| 13.   | Subbass   | 16′ |
| 14.   | Fagott    | 16′ |
| 15.   | Oktavbass | 8′  |

Nebenregister: Pedalkoppel, Tremulant, Cimbelstern

## Außenbereich
Rund um die Markersbacher St.-Barbara-Kirche befindet sich der örtliche Friedhof, der von einer alten Wehrmauer umgeben ist. An der Rückseite des einst zum Obermittweidaer Hammerwerk gehörenden Erbbegräbnisses am Friedhofseingang findet sich von der B 101 gut sichtbar ein von Heinz Dörjer nach einem Entwurf von Paula Jordan gestaltetes Sgraffito mit dem Spruch „Wanderer, kannst du auch beten?“. Die Aussegnungshalle wurde 2009 neu errichtet.
Das benachbarte klassizistische Pfarrhaus wurde 1878 erbaut.

## Bilder

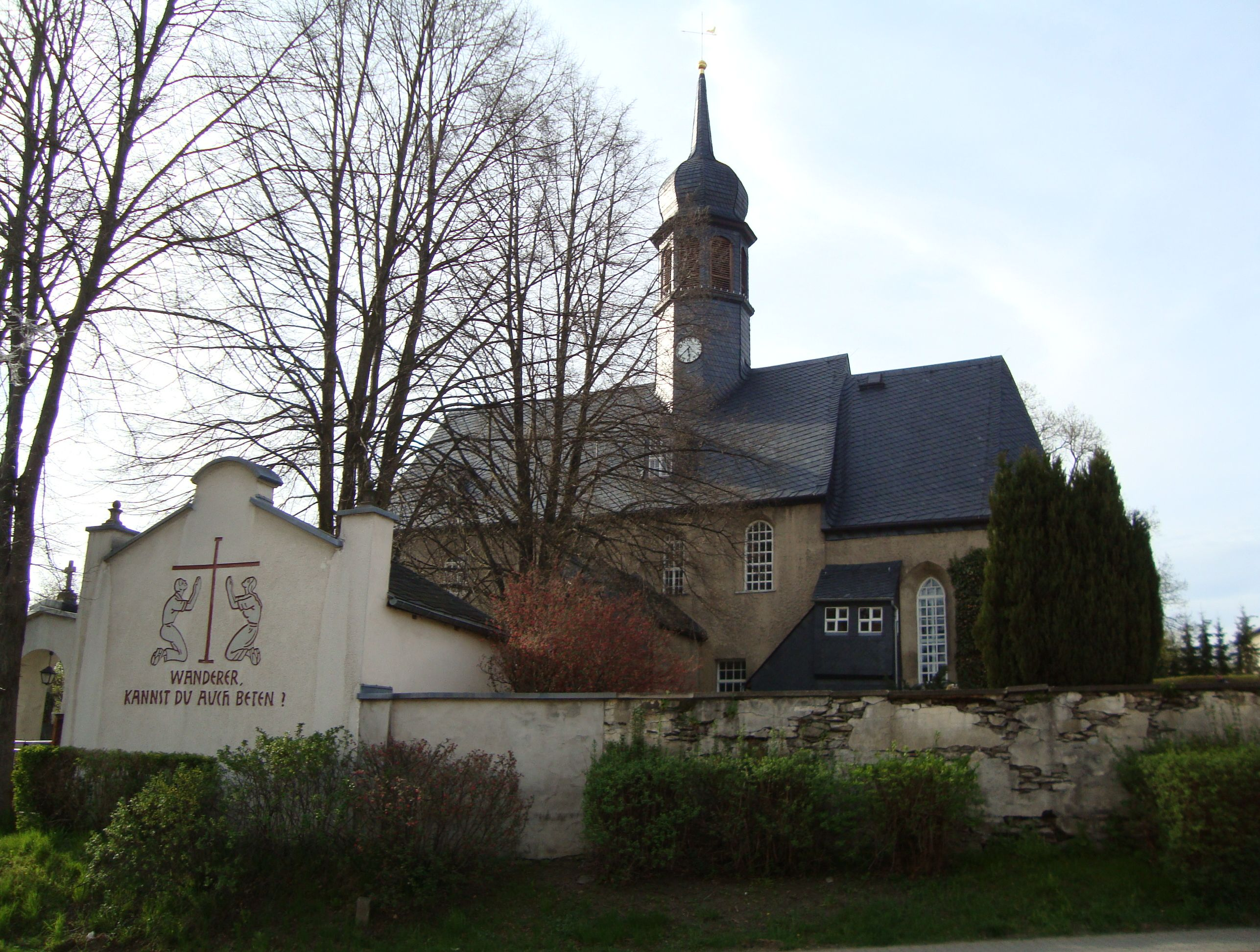
St.-Barbara-Kirche Markersbach (Blick über Friedhofsmauer)
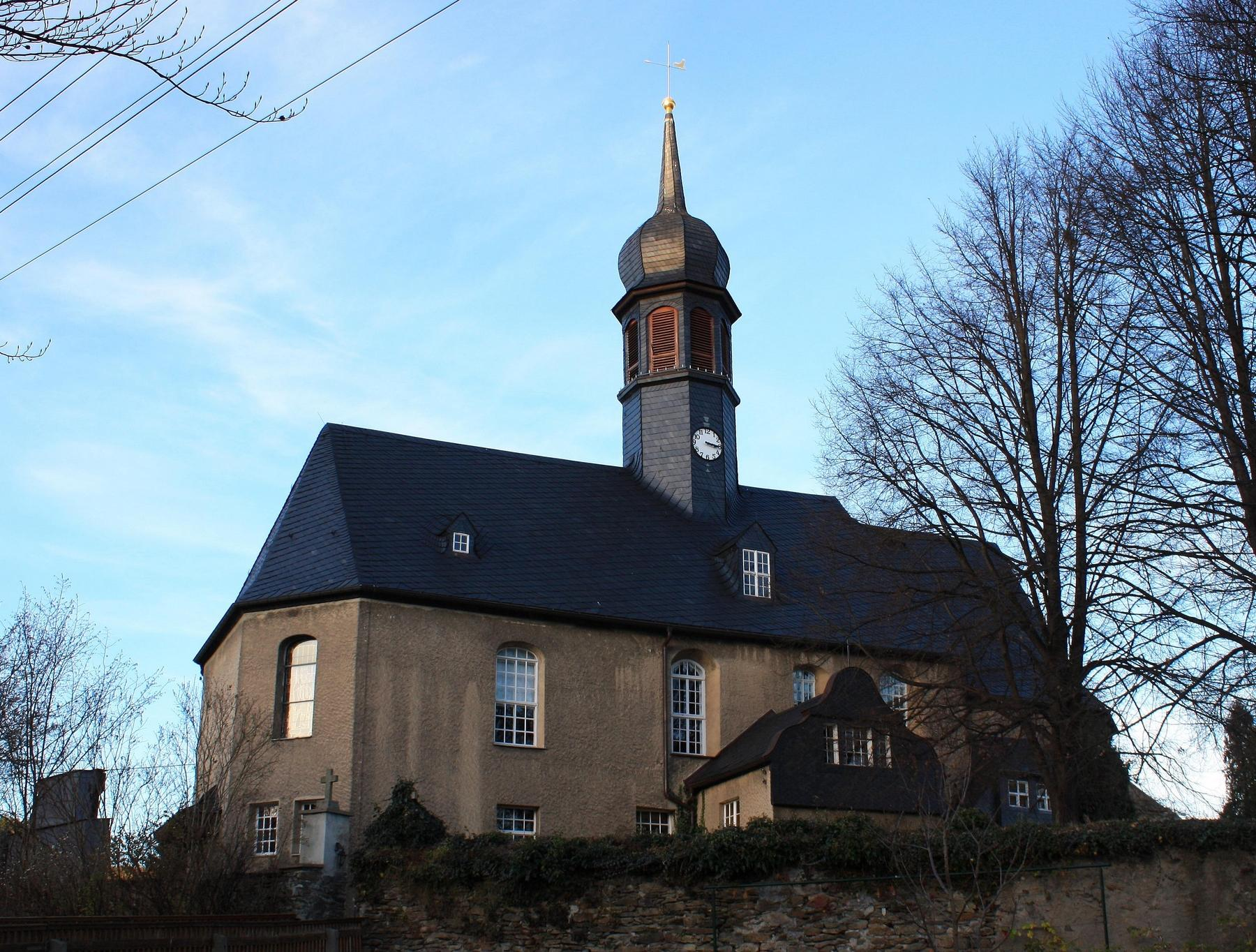
St.-Barbara-Kirche Markersbach (SW-Ansicht)
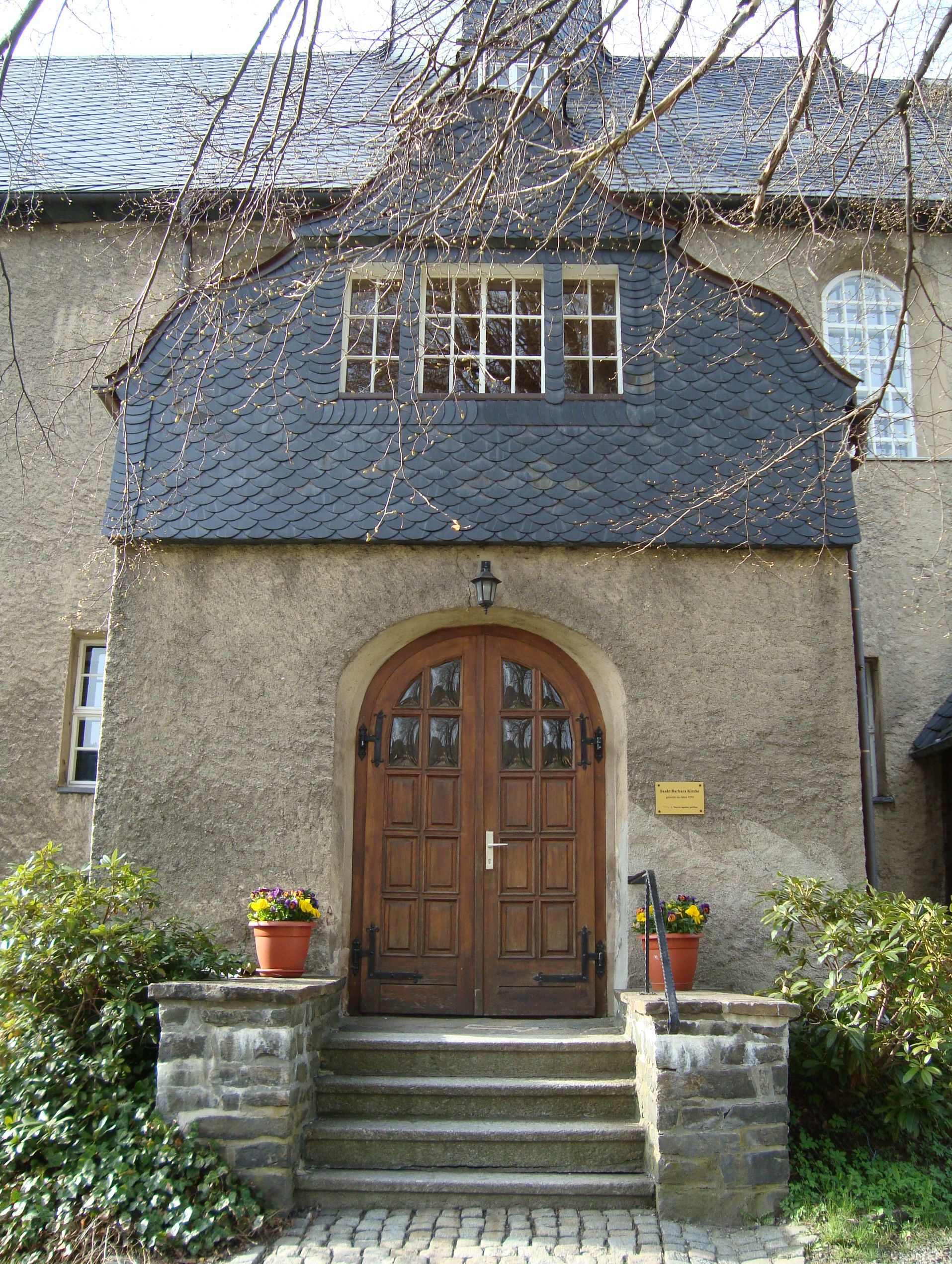
Eingangsportal
St.-Barbara-Kirche Markersbach (um 1902)
St.-Barbara-Kirche Markersbach (um 1902)